# 裁量
| ウィキペディアには「裁量」という見出しの百科事典記事はありません（タイトルに「裁量」を含むページの一覧/「裁量」で始まるページの一覧）。 代わりにウィクショナリーのページ「裁量」が役に立つかもしれません。 |